# Štafeta

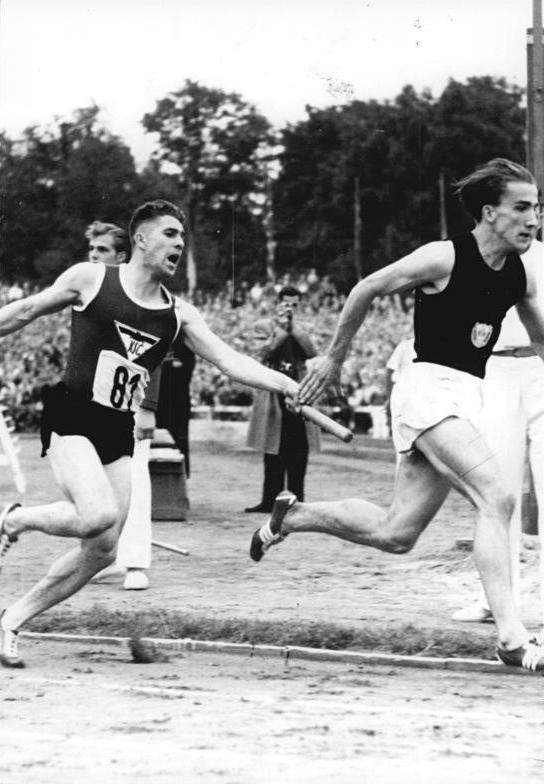
Předávka při štafetovém závodu 4×100 m (1956)

Štafeta je druh závodu, při kterém členové družstva postupně absolvují určené části trati; často si členové štafety musejí předávat určený předmět, zpravidla tzv. štafetový kolík. Štafetové závody se provozují v lehké atletice, plavání, běhu na lyžích, rychlobruslení, biatlonu, požárním sportu, záchranářském sportu atd.

## Štafety v jednotlivých sportech

### Atletika
V lehké atletice se běhají následující štafetové disciplíny:

### Atletika na letních olympijských hrách
- 4 × 100 m (muži a ženy)
- 4 × 400 m (muži a ženy)

### Mistrovství světa v atletice
- 4 × 100 m (muži a ženy)
- 4 × 400 m (muži a ženy)
- hala 4 × 400 m (muži a ženy)

### Mistrovství Evropy v atletice
- 4 × 100 m (muži a ženy)
- 4 × 400 m (muži a ženy)
- hala 4 × 400 m (muži a ženy)

### Běh na lyžích
V běhu na lyžích závodí ve štafetách ženy na 4×5 km, muži na 4×10 km.

### Plavání
V plavání se závodí ve štafetách 4×100 a 4×200 metrů volným způsobem a 4×100 metrů polohový závod.

### Rychlobruslení
V rychlobruslení na krátké dráze štafetově závodí muži na 5000 m, ženy na 3000 m.

## Biatlon
V biatlonu se běhá na lyžích štafeta mužů na 4 x 7,5 kilometru a štafeta žen na 4 x 6 kilometrů, kromě toho se zde závodí i ve společném závodě mužů a žen, což je smíšená štafeta na 2 x 6 a 2 x 7,5 kilometru.